# Oreopasites vanduzeei
Oreopasites vanduzeei är en biart som beskrevs av Cockerell 1925. Oreopasites vanduzeei ingår i släktet Oreopasites och familjen långtungebin. Inga underarter finns listade i Catalogue of Life.